# Powiat de Bielsk Podlaski
Le powiat de Bielsk Podlaski (en polonais : powiat bielski) est un powiat appartenant à la voïvodie de Podlachie, dans le Nord-Est de la Pologne.

## Division administrative
Le powiat comprend huit communes :
- deux communes urbaines : Bielsk Podlaski et Brańsk ;
- six communes rurales : Bielsk Podlaski, Boćki, Brańsk, Orla, Rudka et Wyszki.

Le biélorusse est reconnu langue minoritaire dans la commune urbaine de Bielsk Podlaski et dans les communes rurales de Bielsk Podlaski et  Orla.